# MTV Rocks
 (novembre 2020).
Si vous disposez d'ouvrages ou d'articles de référence ou si vous connaissez des sites web de qualité traitant du thème abordé ici, merci de compléter l'article en donnant les références utiles à sa vérifiabilité et en les liant à la section « Notes et références ».
MTV Rocks (anciennement MTV2 et MTV Two) était une chaîne de musique alternative qui diffuse 24 h/24, créée par Viacom International Media Networks Europe. La chaîne est disponible dans toute l'Europe par satellite ou par le câble. 
À la suite de la réorganisation des chaînes MTV, la chaîne n'est plus disponible sur CanalSat depuis le 17 novembre 2015 mais est encore diffusée sur Numericable.

## Histoire de la chaîne
Le 1er mars 2010, MTV Two devient MTV Rocks.
Début octobre 2013, la chaîne cesse sa diffusion sur Naxoo.
Depuis 2014, MTV Hits, MTV Rocks, MTV Dance et VH1 ne diffusent plus aucune publicité et de téléachat en Europe en dehors du Royaume-Uni et de l'Irlande, une version pan-européenne ayant été lancée.
À la suite de la réorganisation des chaînes MTV, la chaîne n'est plus disponible sur CanalSat depuis le 17 novembre 2015.
Elle cessera sa diffusion dans l'ensemble du Benelux à compter du 1er octobre 2017.
La chaîne a cessé sa diffusion sur Sky Italia le 2 mai 2020.
Au Royaume-Uni, la chaîne s'est arrêtée le 20 juillet 2020, en même temps que Club MTV, MTV OMG, MTV +1, MTV Music +1 et Comedy Central Extra +1.
En Europe, la chaîne est remplacée par MTV 90s.

## Émissions actuelles
- Biggest! Hottest! Loudest! (8h - 16h) : playlist normal.
- 100% Anthems! (16h - 18h) : playlist. Une sélection de clips les plus populaires.
- Rocks Rated! (18h - 23h) : playlist. Une sélection de clips les plus populaires du moment.
- Supermassive Anthems! (23h - 8h) : playlist normal.

## Présentateurs
Actuels
- Alexa Chung
- Phil Clifton

Passés
- Zane Lowe

## Événements
- Gonzo On Tour (UK & Republic of Ireland)
- MTV Rocks @ Rock Am Ring
- MTV Rocks @ Oxegen
- MTV Rocks @ SXSW

## Identité visuelle (logo)

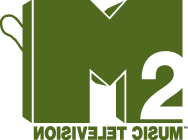
Logo de M2 du 10 septembre 1998 au 7 juin 1999 au Royaume-Uni
Logo de MTV2 du 7 juin 1999 à juillet 2007 au Royaume-Uni
Logo de MTV Two de juillet 2007 au 1er mars 2010 au Royaume-Uni
Logo de MTV Rocks du 1er juillet 2011 au 1er octobre 2013 au Royaume-Uni
Logo de MTV Rocks du 1er juillet 2011 au 1er octobre 2013 au Royaume-Uni
Logo de MTV Rocks du 1er octobre 2013 au 5 avril 2017 au Royaume-Uni et du 27 mai 2014 jusqu'au 5 avril 2017 en Europe
Logo de MTV Rocks du 5 avril 2017 au 20 juillet 2020 au Royaume-Uni et du 5 avril 2017 jusqu'au 5 octobre 2020 en Europe